# Adad-šuma-uṣur
Adad-šuma-uṣur (dIM-MU-ŠEŠ oder mdIM-MU-ŠEŠ, Saporetti schlägt die Lesung Adad-mušaṣṣir vor) war der 32. König der kassitischen Dynastie von Babylon (Königsliste A), der Sohn von Kaštiliaš IV.
Er herrschte 30 Jahre (Königsliste A).

## Titel
Er führte die Titel:
- LU.GAL ŠÁR auf einem Dolch aus Luristan
- Šakkanakku (Wirtschaftstext)

## Regierung
Adad-šuma-uṣur kam durch eine Revolution gegen Adad-šuma-iddina auf den Thron (Chronik P). Danach standen nach der siebenjährigen Herrschaft von Adad-šuma-iddina über Karduniaš die Mächtigen von Babylon gegen ihn auf und setzen Adad-šuma-uṣur auf den Thron seines Vaters. Sein Nachfolger war sein Sohn Meli-Šipak (der seinen Vater in seinen Inschriften aber nie erwähnt).
Adad-šuma-uṣur ist gleichzeitig mit den assyrischen Königen Enlil-kudurrī-uṣur (der vielleicht eine Niederlage gegen ihn erlitt) und Ninurta-apal-ekur (Synchronistische Königsliste).
Ein Brief von Adad-šuma-uṣur an Aššur-nirari III. und seinen sukallu rabi'u Ilī-padâ ist in einer neu-assyrischen Kopie erhalten. Darin bezichtigt er die Könige der Faulheit und Trunkenheit. Die Beziehungen zu Aššur waren also wohl nicht die besten, der überraschend aggressive Tonfall deutet auf eine Schwächeperiode des nördlichen Nachbarn.
In einem Brief, der sich in Berlin befindet, beklagt sich der elamische Herrscher Šutruk-Naḫḫunte darüber, dass Adad-šuma-uṣur, „der von den Ufern des Euphrat stammt“, auf dem Thron sitzt, statt seiner selbst.

## Bauten
Eine sumerische Bauinschrift aus Nippur (mit mehreren Kopien) berichtet über Bauarbeiten von Adad-šuma-uṣur am É.KUR.